# Holly Grove
La ville de Holly Grove est située dans le comté de Monroe, dans l’État de l’Arkansas, aux États-Unis. Sa population s’élevait à 602 habitants lors du recensement de 2010, estimée à 529 habitants en 2018.

## Démographie
| Groupe          | Holly Grove | Arkansas | États-Unis |
| --------------- | ----------- | -------- | ---------- |
| Afro-Américains | 84,2        | 15,4     | 12,6       |
| Blancs          | 15,3        | 77,0     | 72,4       |
| Métis           | 0,5         | 2,0      | 2,9        |
| Autres          | 0           | 5,6      | 12,1       |
| Total           | 100,0       | 100,0    | 100,0      |
| Hispaniques     | 1,2         | 6,4      | 16,7       |

Selon l’American Community Survey, pour la période 2011-2015, 100 % de la population âgée de plus de 5 ans déclare parler l'anglais à la maison.
| 1880 | 1890 | 1900 | 1910 | 1920 | 1930 | 1940 | 1950 |
| ---- | ---- | ---- | ---- | ---- | ---- | ---- | ---- |
| 161  | 353  | 391  | 536  | 977  | 741  | 755  | 761  |

| 1960 | 1970 | 1980 | 1990 | 2000 | 2010 | - | - |
| ---- | ---- | ---- | ---- | ---- | ---- | - | - |
| 672  | 840  | 754  | 675  | 722  | 602  | - | - |

## Source
- (en) Cet article est partiellement ou en totalité issu de l’article de Wikipédia en anglais intitulé « Holly Grove, Arkansas » (voir la liste des auteurs).

1. ↑  (en) « Population and Housing Unit Estimates » (consulté le 14 mars 2020)
2. ↑  (en) « Census of Population and Housing », Census.gov (consulté le 4 juin 2015)
3. ↑  (en) « Holly Grove, AR Population - Census 2010 and 2000 », sur censusviewer.com.
4. ↑  (en) « Population of Arkansas - Census 2010 and 2000 », sur censusviewer.com.
5. ↑  (en) « Language spoken at home by ability to speak English for the population 5 years and over », sur factfinder.census.gov.
6. ↑  « Statistiques des États-Unis - Arizona - Profils des communautés de 2010 » (consulté en novembre 2020)